# Archaster typicus

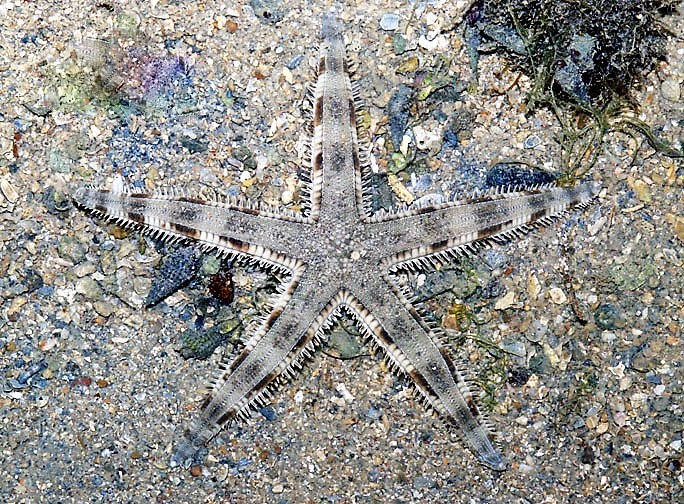
Archaster typicus

Archaster typicus là tên của một loài sao biển thuộc họ Archasteridae. Chúng sinh sống tại vùng nước nông của khu vực Ấn Độ Dương-Thái Bình Dương.
Chúng ăn mạt vụn và bất kì thứ gì ăn được mà nó tìm ra.

## Mô tả
Loài sao này có 5 cánh dài, thon và đầu nhọn. Nhưng đôi khi, người ta thấy có những cá thể của loài này có 3, 4 hoặc thậm chí là 6 cánh. Các cá thể trưởng thành có đường kính từ 12 đến 15 cm và con cái thường to hơn con đực. Màu sắc chung của loài này là xám hoặc hơi nâu và có những mảng màu đậm nhạt ngẫu nhiên, đôi khi lại tạo thành hình dáng giống như quân hàm chữ V. Mặt dưới thì có màu nhạt hơn. Nhiều người nhầm lẫn Archaster typicus với loài Astropecten polyacanthus. Bởi vì chúng đều có chung môi trường sống và màu sắc tương đồng với nhau. Dù vậy, các nhà nghiên cứu chỉ ra điểm khác nhau giữa chúng là: những cái gai ở rìa cánh của Archaster typicus thì ngắn, phẳng, cùn hơn Astropecten polyacanthus và chân ống của A. typicus thì có giác hút chứ không có đầu nhọn.

## Phân bố và môi trường sống
Người ta thấy Archaster typicus ở vùng phía tây Ấn Độ Dương và vùng Ấn Độ Dương-Thái Bình Dương tại độ sâu tối đa là 60 mét. Cụ thể chúng số ở quần đảo Maldive, vịnh Bengal, Singapore, phía bắc nước Úc, Nouvelle-Calédonie, Hawaii, Philippines, Trung Quốc và miền nam Nhật Bản. Chúng sống ở đáy biển có chất nền mềm như cát, bùn và trong những bãi cỏ biển. Khi ở vùng nước nông, chúng sẽ vùi mình dưới cát lúc thủy triều lên và trồi lên lúc thủy triều xuống. Lúc còn là ấu trùng chúng sống ở rừng ngập mặn và dần rời khỏi đó khi đã lớn.

## Sinh sản
Tương tự như nhiều loài sao biển khác, chúng cũng phóng các giao tử của mình vào trong nước. Và khi có bán kính là 29 mm thì chúng đã bắt đầu sinh sản. Trước mùa sinh sản hai tháng thì chúng đã bắt đầu tập trung lại. Loài sao biển này có thể biết đồng loại là đực hay cái, có thể là dựa vào các hợp chất hóa học. Đến lúc nhận ra con cái, con đực sẽ leo lên người nó và ít cử động. Còn con cái thì vẫn di chuyển, kiếm ăn bình thường. Trong khoảng thời gian đó, cả hai sẽ đồng bộ hóa tuyến sinh dục sao cho khi con cái sẵn sàng phóng ra trứng thì con đực cũng sẵn sàng phóng ra giao tử của nó. Điều này làm tăng cơ hội trứng được thụ tinh lên nhiều lần. Chúng bắt cặp vào khoảng thời gian từ tháng 9 đến tháng 10 tại Philippines. Tại đây, cứ mỗi một mét vuông thì có 7 cặp lúc trăng tròn nhưng lại không hề có cặp nào lúc trăng non.